# Stanisław Fąfara
Stanisław Fąfara (ur. 6 kwietnia 1914 w Skrzyszowie, zm. w grudniu 1943 w Krakowie) – działacz komunistyczny, oficer Gwardii Ludowej.

## Życiorys
W dzieciństwie pracował u zamożnych gospodarzy wiejskich, potem terminował u ślusarza w Ostrowie. W wieku 14 lat wstąpił do ZMW RP „Wici”, a w 1932 do KZMP i KPP. Poza tym działał w lewicowych organizacjach chłopskich w okolicach Dębicy. Przemawiał na wiecach chłopskich, m.in. podczas strajku chłopskiego w 1937. Członek Komitetu Powiatowego (KP) KZMP w Tarnowie. Na wiecu w Ropczycach został aresztowany i na 1,5 roku osadzony w obozie w Berezie Kartuskiej. W 1938 zwolniony, pracował dorywczo na robotach sezonowych.
Podczas okupacji był jednym z pierwszych członków i organizatorów Polskiej Partii Robotniczej w Rzeszowskiem. Od stycznia 1942 zakładał komórki i komitety dzielnicowe PPR w okręgu tarnowskim, na początku marca 1942 został członkiem nowo utworzonego Komitetu Okręgowego (KO) PPR w Tarnowie. Od kwietnia 1942 dowódca Tarnowskiego Okręgu (Podokręgu) GL. Pod jego kierownictwem grupy GL dokonały wielu akcji dywersyjnych i sabotażowych.
W końcu kwietnia 1943 skierowany do Krakowa, został tam sekretarzem KO PPR. Przyczynił się do odbudowania rozbitej przez gestapo krakowskiej organizacji PPR. XI 1943 wraz z bratem Józefem został aresztowany i uwięziony na Montelupich, gdzie po miesiącu został rozstrzelany. W 1948 pośmiertnie został odznaczony Orderem Krzyża Grunwaldu III klasy. Niemcy zabili również jego pięciu braci działających w PPR: Jana, Józefa, Romana, Piotra i Władysława, w związku z czym w 1945 ich matka Zofia popełniła samobójstwo.